# Rambach (Etsch)
Der Rambach (rätoromanisch und in der Schweiz amtlich Rom, in der Schweiz auch Rombach, italienisch Ram) ist ein 24,7 Kilometer langer Zufluss der Etsch in Graubünden (Schweiz) und in Südtirol (Italien). Der Rambach entwässert ein Gebiet von etwa 186 km². Er entspringt unterhalb des Ofenpasses bei Tschierv, fliesst durch das Münstertal, überquert bei Taufers im Münstertal die Grenze nach Italien und fließt bei Glurns in die Etsch.
Der Bach ist im Schweizer Teil unter Schutz gestellt worden und darf nicht zur Stromerzeugung abgeleitet werden. Im Schweizer Teil befindet sich am Bach eine Fischzucht. Wichtigster Zufluss ist der Valgarolabach. Wichtigste Gemeinden sind Val Müstair und Taufers im Münstertal.
Eine Volksabstimmung im April 2013 ergab eine knappe Mehrheit von 18 Stimmen für die Errichtung eines Kraftwerkes am Rambach im italienischen Teil. Damit kann auch der letzte naturnahe Talfluss in Südtirol für die Stromgewinnung verbaut werden. Die Konzession für den Bau des zwischen den Gemeinden Taufers im Münstertal und Mals geplanten Kraftwerkes wurde 2017 vergeben.
Der Bach wird 1298 als flumen Rami erstmals schriftlich erwähnt. Der Name leitet sich wohl vom romanischen Wort *ramu „Fluss-, Bacharm“ ab.

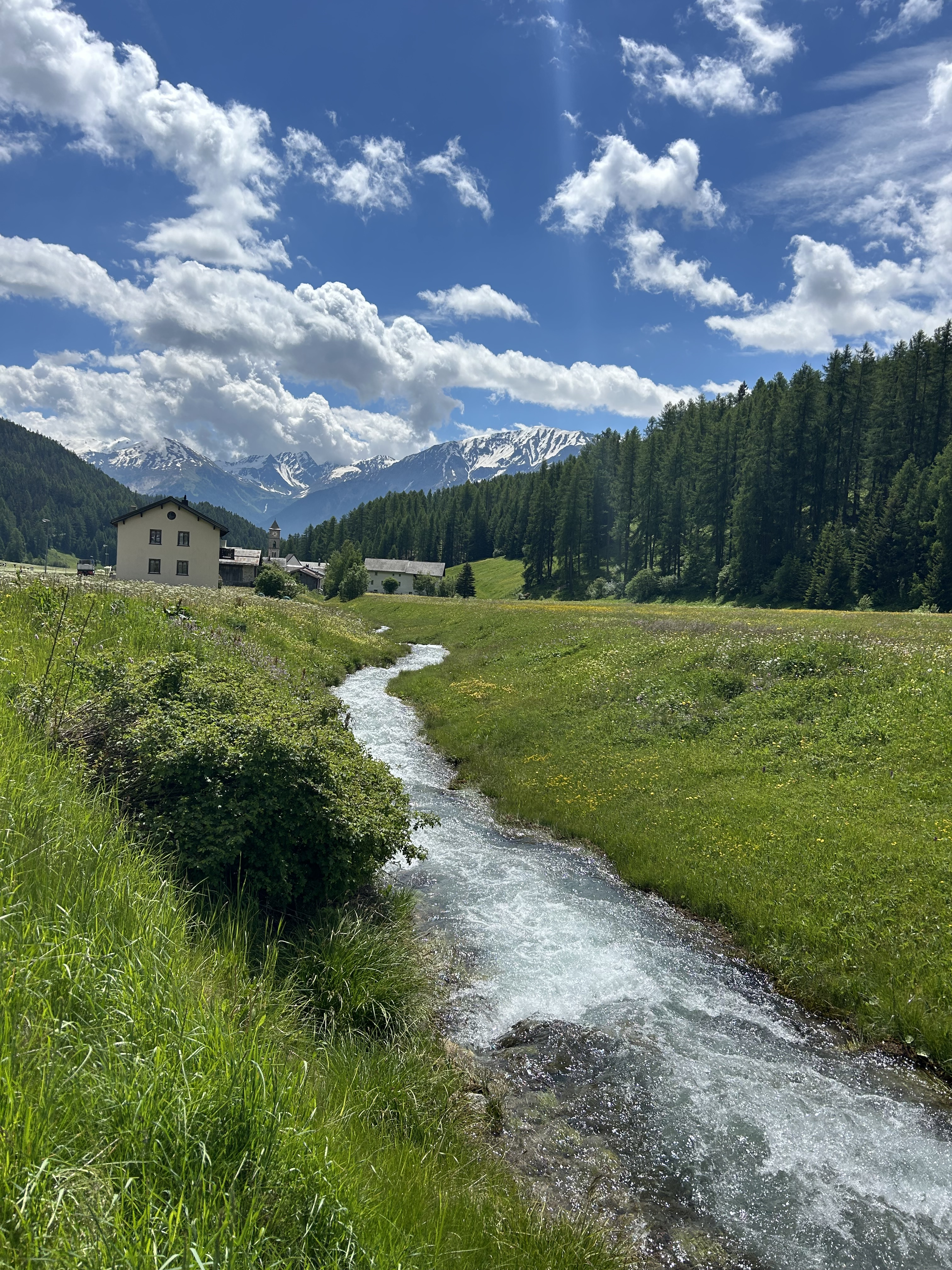
Bei Tschierv
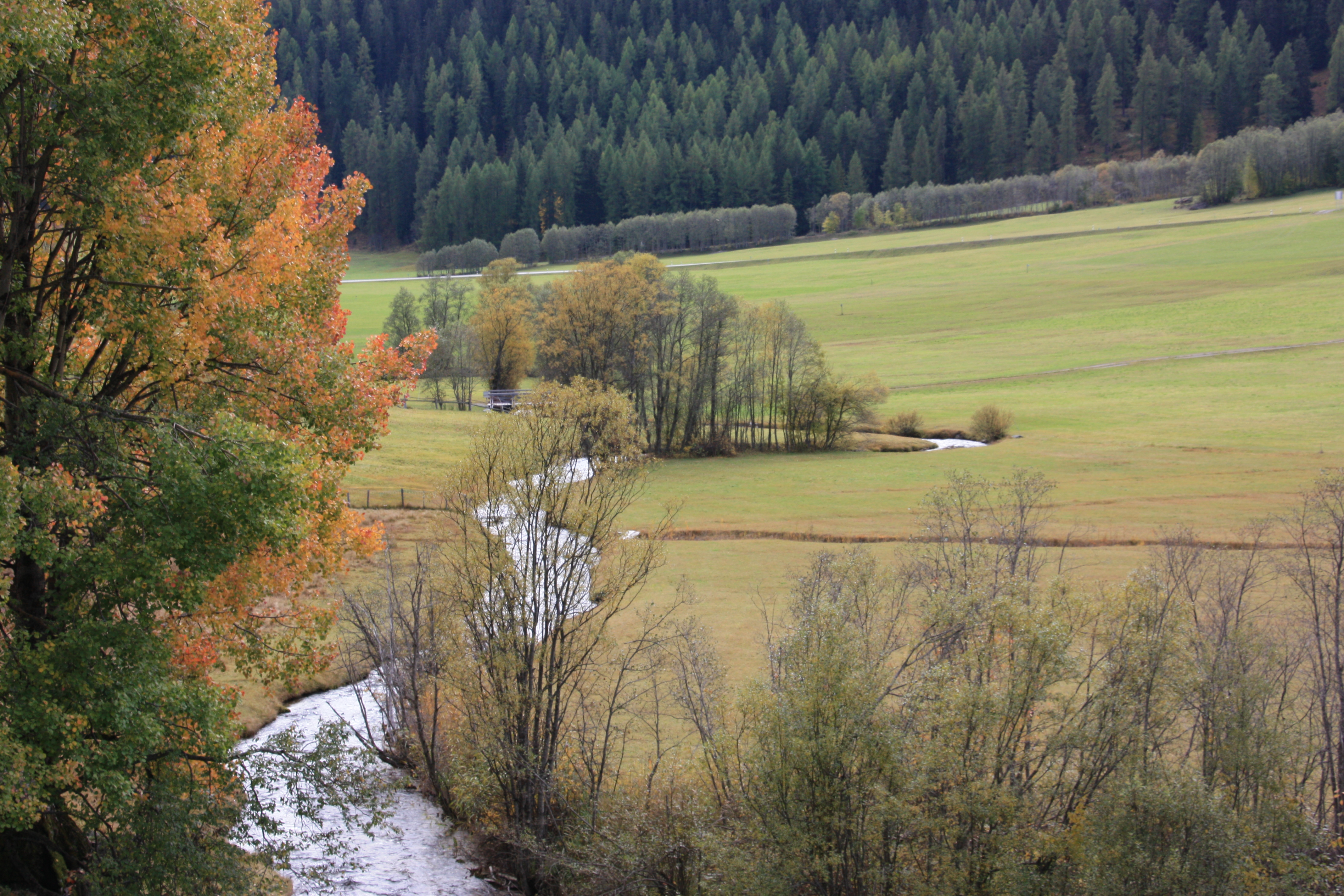
Fuldera
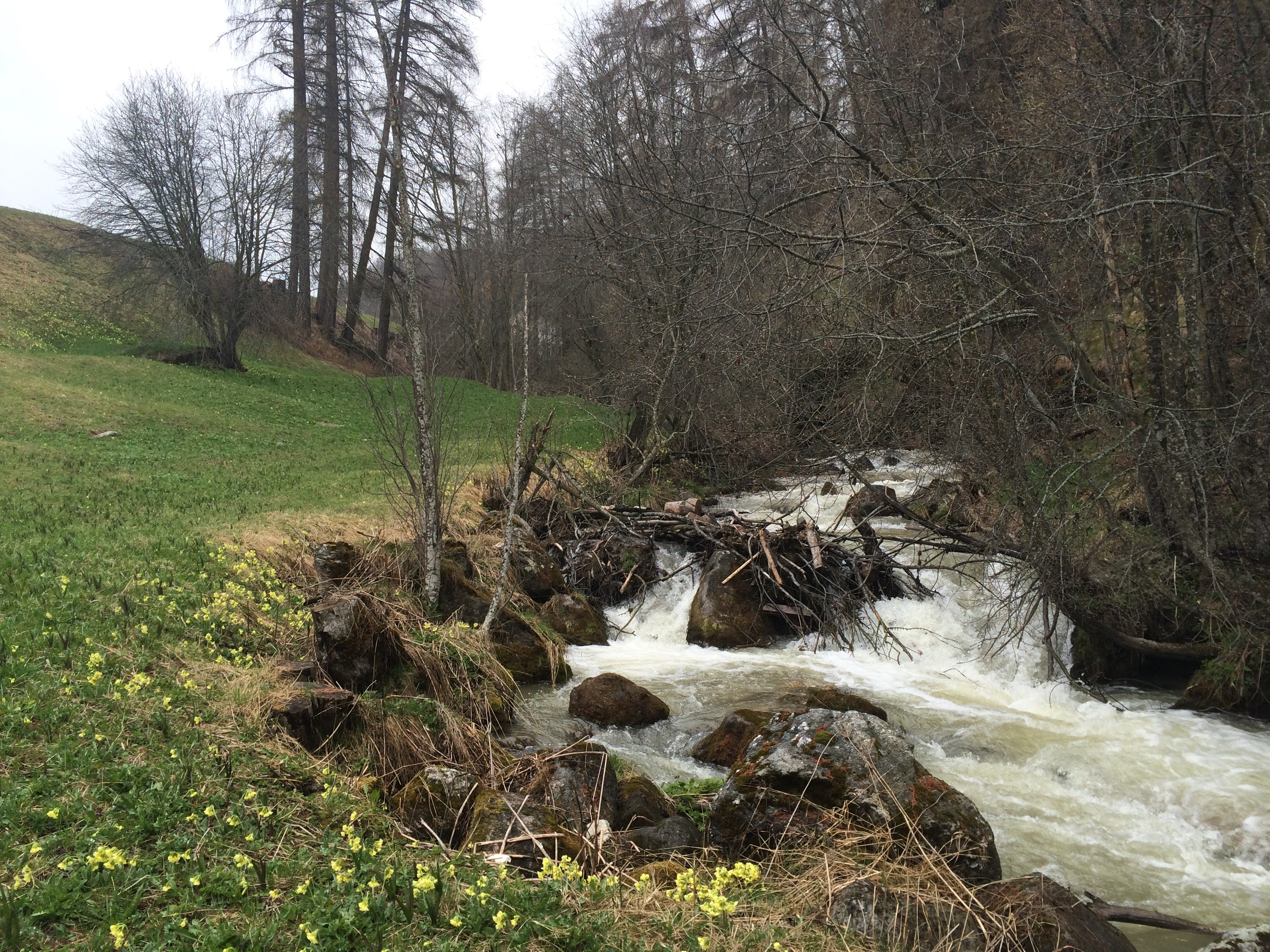
Valchava